# Codice ATC V
Il codice ATC V o Vario è una sezione del sistema di classificazione Anatomico Terapeutico e Chimico, un sistema di codici alfanumerici sviluppato dall'OMS per la classificazione dei farmaci e altri prodotti medici.
Codici per uso veterinario (codici ATC) possono essere creati, attraverso una lettera Q posta di fronte al codice ATC umano: QV ...
Numeri nazionali della classificazione ATC possono includere codici aggiuntivi non presenti in questa lista, che segue la versione OMS.
V Farmaci Vari

V01 - Allergeni

V03 - Tutti gli altri prodotti terapeutici

V04 - Agenti diagnostica

V06 - Nutrienti generali

V07 - Tutti gli altri prodotti non terapeutici

V08 - Mezzi di contrasto

V09 - Radiofarmaci diagnostici

V10 - Radiofarmaci terapeutici

V20 - Medicazioni chirurgiche